# هانس كريستيان كورنيليوس مورتنسن
هانس كريستيان كورنيليوس مورتنسن (بالدنماركية: Hans Christian Cornelius Mortensen)‏ هو عالم طيور دنماركي، ولد في 27 أغسطس 1856 في Ballerup Municipality ‏ في الدنمارك، وتوفي في 7 يونيو 1921 في فيبورغ في الدنمارك.